# Unione Sportiva Cremonese 1939-1940
Questa pagina raccoglie le informazioni riguardanti l'Unione Sportiva Cremonese nelle competizioni ufficiali della stagione 1939-1940.

## Stagione
Nella stagione 1939-1940 la Cremonese ha partecipato al campionato di Serie C girone B. Si è piazzata al terzo posto in classifica, alle spalle di Reggiana e Mantova. La Reggiana è stata ammessa alle finali per la Serie B, e poi promossa. L'allenatore della Cremonese è ancora il tecnico danubiano Karl Krappan, che ci riprova dopo il secondo posto della stagione scorsa, ma con lo stesso risultato. Quel che accade alla prima giornata ha del clamoroso, la Cremo ospita la Pirelli Milano, formazione formata dai dipendenti dell'omonima ditta. I milanesi vincono (1-0) ma i dirigenti cremonesi scoprono che l'arbitro dell'incontro il Sign. William Motta di Pavia è un dipendente della Pirelli. La Cremonese sporge reclamo, ma senza pagare la tassa prescritta. Ovviamente viene respinto per irregolarità formale nella presentazione. Comunque ottimo il percorso dei grigiorossi, spicca il (5-0) rifilato ai cugini del Crema nel derby, poi un clamoroso (4-0) al Parma, ma anche un pesante capitombolo interno (0-4) con il Mantova. Alla fine la Cremonese si piazza terza e resta in Serie C, mentre l'Italia entra in guerra.

## Rosa
| N. |                   | Ruolo | Calciatore            |
| -- | ----------------- | ----- | --------------------- |
|    | Italia (bandiera) | P     | Nino Almasio          |
|    | Italia (bandiera) | A     | Pietro Arcari         |
|    | Italia (bandiera) | P     | Enzo Armelloni        |
|    | Italia (bandiera) | D     | Bruno Barbieri        |
|    | Italia (bandiera) | P     | Domenico Bertazzoli   |
|    | Italia (bandiera) | A     | Sergio Bisotti        |
|    | Italia (bandiera) | A     | Achille Buzzoni       |
|    | Italia (bandiera) | D     | Arsenio Dacquati      |
|    | Italia (bandiera) | C     | Angelo Damonti        |
|    | Italia (bandiera) | A     | Renato De Manzano     |
|    | Italia (bandiera) | C     | Francesco Del Morgine |
|    | Italia (bandiera) | A     | Andrea Dugnani        |

| N. |                   | Ruolo | Calciatore         |
| -- | ----------------- | ----- | ------------------ |
|    | Italia (bandiera) | A     | Bruno Foglia       |
|    | Italia (bandiera) | D     | Umberto Franzini   |
|    | Italia (bandiera) | C     | Gino Giuberti      |
|    | Italia (bandiera) | C     | Pio Gramigna       |
|    | Italia (bandiera) | A     | Sergio Martelli    |
|    | Italia (bandiera) | A     | Giulio Piazza      |
|    | Italia (bandiera) | D     | Libero Pollastri   |
|    | Italia (bandiera) | C     | Sergio Rampini     |
|    | Italia (bandiera) | C     | Giuseppe Rivoltini |
|    | Italia (bandiera) | C     | Tullio Scanferlini |
|    | Italia (bandiera) | D     | Leo Trovati        |

## Risultati

### Serie C (Girone B)

#### Girone di andata
| Arbitro: | Motta (Pavia) |

|  |           |         |
|  | Marcatori | 7’ Zama |

| Arbitro: | Zavattaro (Casale Monferrato) |

|                                           |           |             |
| Corallo 16’ Magni 44’ Franzini 60’ (aut.) | Marcatori | 90’ Bisotti |

| Arbitro: | Tassini (Verona) |

|                                                                                                |           |  |
| Rampini 14’, 70’ Trovati 25’ (rig.) Dugnani 62’ Damonti 72’ Buzzoni 82’ (rig.) 84’ Bisotti 86’ | Marcatori |  |

| Arbitro: | Bellè (Venezia) |

|            |           |                          |
| Bonora 10’ | Marcatori | 34’ Giuberti 47’ Damonti |

| Arbitro: | Ghetti (Modena) |

|             |           |  |
| Falconi 88’ | Marcatori |  |

| Arbitro: | Leoni (Milano) |

|                                    |           |  |
| Buzzoni 20’ 28’ (rig.) Damonti 76’ | Marcatori |  |

| Arbitro: | Bellè (Venezia) |

|                                                    |           |             |
| De Stefanis 1’ Romanini 19’ Maran 20’ Bernardi 69’ | Marcatori | 34’ Buzzoni |

| Arbitro: | Goracci (Firenze) |

|             |           |           |
| Buzzoni 27’ | Marcatori | 82’ Torre |

| Arbitro: | Scotto (Savona) |

|            |           |            |
| Misani 79’ | Marcatori | 45’ Foglia |

| Arbitro: | Viarengo (Asti) |

|                                           |           |                                            |
| Rampini 40’, 57’ Martelli 50’ Buzzoni 52’ | Marcatori | 6’ Garavelli 20’ (aut.) Trovati 65’ Parvis |

| Arbitro: | Galeati (Bologna) |

|                    |           |  |
| Mantovani 36’, 62’ | Marcatori |  |

| Arbitro: | Gorini (Milano) |

|                                               |           |  |
| Buzzoni 19’, 33’, 48’ Damonti 29’ Rampini 35’ | Marcatori |  |

| Arbitro: | Ferorelli (Mantova) |

|  |           |                            |
|  | Marcatori | 15’ Arcari III 80’ Buzzoni |

| Arbitro: | Tassini (Verona) |

|              |           |               |
| Martelli 60’ | Marcatori | 14’ Guagnetti |

| Arbitro: | Poggipollini (Ferrara) |

|  |           |                |
|  | Marcatori | 12’ Arcari III |

#### Girone di ritorno
| Arbitro: | Venutti (Trieste) |

|                   |           |             |
| Villa 1’ Zama 71’ | Marcatori | 28’ Rampini |

| Arbitro: | Codeluppi (Lodi) |

|                                               |           |  |
| Seregni 35’ (aut.) De Manzano 60’ Rampini 71’ | Marcatori |  |

| Arbitro: | Cormio (Narni) |

|                     |           |                                              |
| Gramigna 85’ (aut.) | Marcatori | 43’, 67’ Rampini 55’, 78’ Buzzoni 62’ Piazza |

| Arbitro: | Da Broy (Forlì) |

|                                            |           |                                       |
| De Manzano 3’ Martelli 12’, 57’ Piazza 48’ | Marcatori | 17’ 25’ Grandene 31’ (rig.) Renaldini |

| Arbitro: | Dattilo (Roma) |

|                                                     |           |               |
| Barbieri 2’, 88’ Arcari III 47’, 59’ De Manzano 51’ | Marcatori | 70’ Caldirola |

| Arbitro: | Viarengo (Asti) |

|                               |           |                        |
| Barbieri 6’ Rossetti 82’, 87’ | Marcatori | 28’ (aut.) Schioppetto |

| Arbitro: | Galeati (Bologna) |

|             |           |                 |
| Rampini 10’ | Marcatori | 36’ De Stefanis |

| Arbitro: | Carpani (Milano) |

|              |           |                       |
| De Carli 40’ | Marcatori | 59’ (rig.) De Manzano |

| Arbitro: | Neri (Vicenza) |

|                            |           |                         |
| Buzzoni 70’ Arcari III 76’ | Marcatori | 39’ Bianchi 44’ Premoli |

| Pavia 7 aprile 1940 25ª giornata | Pavese Luigi Belli | 0 – 0 | Cremonese | Stadio Comunale\| Arbitro: \| Garbieri (Genova) \| |
| Arbitro:                         | Garbieri (Genova)  |       |           |                                                    |

| Arbitro: | Codeluppi (Lodi) |

|  |           |                                     |
|  | Marcatori | 30’ Lui 48’ Marmiroli 73’ Mantovani |

| Arbitro: | Zelocchi (Modena) |

|  |           |             |
|  | Marcatori | 71’ Bisotti |

| Arbitro: | Di Pasquale (Seregno) |

|                                 |           |             |
| Buzzoni 16’ 24’ Piazza 47’, 60’ | Marcatori | 42’ Maestri |

| Arbitro: | Garbieri (Genova) |

|  |           |                                                 |
|  | Marcatori | 19’ Buzzoni 64’, 70’ Scanferlini 85’ Arcari III |

| Arbitro: | Ghetti (Modena) |

|                          |           |               |
| Barbieri 55’ Rampini 75’ | Marcatori | 85’ Arcari II |